# Chyliza nova
Chyliza nova är en tvåvingeart som beskrevs av Collin 1944. Chyliza nova ingår i släktet Chyliza och familjen rotflugor. Arten är reproducerande i Sverige. Inga underarter finns listade i Catalogue of Life.